# Puijila darwini
Puijila darwini è un pinnipede del primo Miocene, descritto da Natalia Rybczynski, Mary R. Dawson e Richard H. Tedford. L'olotipo, che ha ricevuto il nomignolo "Bacon" (con riferimento alla pancetta affumicata che la squadra al lavoro desiderava mangiare), è uno scheletro completo per circa due terzi, trovato nel Nunavut (Canada).
Il nome del genere, Puijila, proviene dalla lingua inuktitut e significa "giovane animale marino". Il nome della specie è un omaggio al naturalista Charles Darwin.
Si tratta di una forma primitiva di pinnipede. La coda allungata e le proporzioni degli arti posteriori e anteriori sono più prossime a quelle degli attuali carnivori terrestri che a quelle dei pinnipedi. Le falangi appiattite suggeriscono che la zampa fosse palmata. In base a questo ritrovamento si suppone che prima dei pinnipedi marini vi siano state specie di transizione viventi nelle acque dolci.